# Lion's Jaws and Kitten's Paws
Lion's Jaws and Kitten's Paws è un cortometraggio muto del 1920 scritto e diretto da William H. Watson.

## Produzione
Il film fu prodotto dalla Century Film.

## Distribuzione
Distribuito dall'Universal Film Manufacturing Company, il film - un cortometraggio in due bobine - uscì nelle sale cinematografiche statunitensi il 14 giugno 1920.